# Volinanserin
Volinanserin (MDL-100,907) je visoko selektivan antagonist  receptor. On je u širokoj upotrebi u naučnim istraživanjima za istraživanje funkcije  receptora. Volinanserin se isto tako ispituje kao potencijalni antipsihotik, antidepresiv i tretman za insomniju.